# 李廣 (成漢)
李廣（？—345年），中国五胡十六国时代成汉皇帝李寿的儿子，李势的弟弟。
338年，广汉郡太守李乾告发大臣图谋废黜旧君，更立新主。七月，李寿让儿子李广和大臣在前殿盟誓，改李乾为汉嘉郡太守，李闳出任荆州刺史，镇守巴郡。345年，大将军李广因为李势没有儿子，请求让自己当皇太弟，李势不同意。马当、解思明劝谏：“陛下兄弟不多，若复有所废，将益孤危。”请求答应李广之请。李势怀疑他们和李广有预谋，斩首马当、解思明，夷灭三族。派太保李奕进攻在涪城的李广，贬黜李广为临邛侯，李广自杀。